# Província de Camagüey
La província de Camagüey és una de les províncies de Cuba. La seva capital és Camagüey. Les altres ciutats que s'inclouen són Florida i Nuevitas. Abans de l'actual divisió politicoadministrativa incloïa el territori de l'actual veïna província de Ciego de Ávila i part del de Sancti Spíritus i Las Tunas.

## Geografia
La província de Camagüey és majoritàriament baixa, sense grans pujols o serralades que passen per la província. Nombrosos illots coral·lins (inclòs el que solia ser un dels llocs de pesca preferit de Fidel Castro, l'Arxipèlag Jardines de la Reina) caracteritzen les costes meridionals, mentre que la costa nord està vorejada per l'Arxipèlag Sabana-Camagüey.
Les platges sorrenques es troben en les dues costes i, malgrat un gran potencial per al turisme, la província ha vist poc desenvolupament en aquesta zona, amb excepció de la platja de Santa Lucía, a la costa nord de la província.

## Economia
L'economia de la província de Camagüey és sobretot de granges de bestiar i sucre (al nord i  sud), i la província és coneguda per la seva cultura vaquera, amb freqüents rodeos. Els pollastres i l'arròs també són recol·lectats, i n'hi ha una petita indústria de cítrics. La ciutat capital també té una de les poques cerveseries a l'illa.

## Municipis
| Municipi              | Població (2004) | Superfície (km²) | Ubicació                                             | Observacions       |
| --------------------- | --------------- | ---------------- | ---------------------------------------------------- | ------------------ |
| Camagüey              | 324921          | 1106             | 21° 23′ 2″ N, 77° 54′ 26″ O / 21.38389°N,77.90722°O  | Capital provincial |
| Carlos M. de Céspedes | 25707           | 653              | 21° 34′ 37″ N, 78° 16′ 39″ O / 21.57694°N,78.27750°O |                    |
| Esmeralda             | 29953           | 1480             | 21° 51′ 22″ N, 78° 06′ 40″ O / 21.85611°N,78.11111°O |                    |
| Florida               | 73612           | 1800             | 21° 31′ 46″ N, 78° 13′ 21″ O / 21.52944°N,78.22250°O |                    |
| Guáimaro              | 57086           | 1847             | 21° 03′ 32″ N, 77° 20′ 52″ O / 21.05889°N,77.34778°O |                    |
| Jimaguayú             | 21169           | 799              | 21° 16′ 0″ N, 77° 49′ 49″ O / 21.26667°N,77.83028°O  |                    |
| Minas                 | 38517           | 1015             | 21° 29′ 22″ N, 77° 36′ 17″ O / 21.48944°N,77.60472°O |                    |
| Najasa                | 16470           | 921              | 21° 05′ 2″ N, 77° 44′ 49″ O / 21.08389°N,77.74694°O  |                    |
| Nuevitas              | 44882           | 415              | 21° 32′ 25″ N, 77° 15′ 52″ O / 21.54028°N,77.26444°O |                    |
| Santa Cruz del Sur    | 51335           | 1122             | 20° 43′ 10″ N, 77° 59′ 27″ O / 20.71944°N,77.99083°O |                    |
| Sibanicú              | 31117           | 736              | 21° 14′ 21″ N, 77° 31′ 15″ O / 21.23917°N,77.52083°O |                    |
| Sierra de Cubitas     | 18589           | 549              | 21° 43′ 59″ N, 77° 46′ 14″ O / 21.73306°N,77.77056°O |                    |
| Vertientes            | 53299           | 2005             | 21° 15′ 26″ N, 78° 08′ 56″ O / 21.25722°N,78.14889°O |                    |

Font: Població del cens de 2004. Àrea de redistribució municipal de 1976.